# Virgilio Laverde
Virgilio José Laverde Márquez (San Félix, estado Bolívar, Venezuela, enero de 2000) es un estudiante de medicina y activista político venezolano.´También ha sido coordinador regional juvenil del partido Vente Venezuela en el estado Bolívar. El 15 de agosto de 2024, días después de las elecciones presidenciales de Venezuela, fue detenido por funcionarios de seguridad y posteriormente acusado de los cargos de «incitación al odio» y de «terrorismo». Vente Venezuela ha denunciado su detención, y organizaciones como la Coalición por los Derechos Humanos y la Democracia han exigido su liberación.

## Biografía
Virgilio Laverde nació en San Félix y creció entre las localidades de San José y El Buey (donde quedaba el campo de su familia materna, en Upata), y la de Mina Arriba (un sector ubicado en camino a El Pao, donde vivía su familia paterna). Se vio motivado a estudiar medicina al ayudar a su padre en la profesión de veterinaria durante su niñez, aunque también consideró estudiar comunicación social, y en septiembre del 2018 comenzó la carrera en la Universidad de Oriente (UDO), núcleo de Bolívar con el apoyo de sus padres.
En el tercer semestre de la carrera, consideró emigrar de Venezuela y mudarse a Brasil. Su madre le recomendó que terminara la carrera y que emigrara con un título en caso de desearlo. Se especializó en cirugía y tenía la intención de hacer un posgrado en cirugía general. Participó en la Cohorte VI del diplomado de políticas públicas junto al Centro Internacional de Actualización Profesional (CIAP) en la extensión de Guayana de la Universidad Católica Andrés Bello. También se ha desempeñado como coordinador regional juvenil del partido Vente Venezuela en el estado Bolívar, trabajó como contador en un local de alimentos y fue miembro de una agencia donde colaboró como modelo de fotografías.

## Detención
En la noche del 15 de agosto de 2024, entre las 11:30 y 12:00 p.m. y días después de las elecciones presidenciales de Venezuela, fue detenido sin una orden judicial por funcionarios Cuerpo de Investigaciones Científicas, Penales y Criminalísticas (CICPC) mientras salía de su residencia en Ciudad Bolívar. Posteriormente fue trasladado a la sede del CICPC de la ciudad. Al momento de su arresto, Laverde estaba a una semana de los actos protocolares para recibir su título como médico cirujano en la universidad. Vente Venezuela denunció la detención.
A Laverde se le negó una defensa privada y no pudo designar abogados personales, teniendo una defensa pública impuesta. Fue imputado con los cargos de «incitación al odio» y de «terrorismo» y su segunda audiencia se realizó de manera telemática con Caracas. Para ese entonces, sus allegados habían denunciado que su defensa pública no se comunicaba con ellos de manera efectiva, que no habían tenido contacto con dichos abogados, y que no habían podido ver el expediente que dejara constancia de los cargos imputados. A pesar de que los mayores de los encarcelados en el contexto poselectoral en Venezuela permanecían incomunicados, su familia pudo contactarlo en la semana de su arresto sólo por cinco minutos. El resto del contacto que tuvo fue con su defensa pública. Sus allegados tenían la intención de incluir una carta de buena conducta emitida por la universidad en el expediente judicial.
Organizaciones de derechos humanos como Acceso a la Justicia y Foro Penal denunciaron que como patrón había sido las detenciones asociadas a manifestaciones pacíficas desde las regiones hacia Caracas, donde los acusados eran juzgados grupalmente por delitos colectivos en violación al derecho al juicio individual. Entre el 29 de julio, el día después de las elecciones, y el 27 de agosto se habían detenido a 54 personas en el estado Bolívar, incluyendo a al menos cuatro menores de edad y a seis mujeres.

El 28 de agosto, la promoción 94 de nuevos egresados en medicina de la UDO tuvieron su misa de grado y le dedicaron un homenaje a Virgilio, donde revelaron un cuadro con una foto suya vestido de médico. Uno de los egresados declaró en el acto:
El día de hoy estamos realizando nuestro tercer acto protocolar como Promoción 94 de médicos cirujanos del núcleo UDO Bolívar. Pero es imposible no recordar que nos está faltando un amigo y compañero, Virgilio Valverde, por lo que decidimos realizar esta representación de él para que sepa que está con nosotros.
El 10 de marzo de 2025, el Día del Médico en Venezuela, la Coalición por los Derechos Humanos y la Democracia exigió la libertad de Virgilio Laverde y de todos los médicos detenidos por motivos políticos en Venezuela, incluyendo a la estudiante Alejandra López Marín y a Alexis Zárraga, Jorge Yéspica y Marggie Orozco.

## Vida personal
El padre de Virgilio es veterinario de profesión y su madre ama de casa. Es el segundo de tres hermanos.